# Tyfonomachia

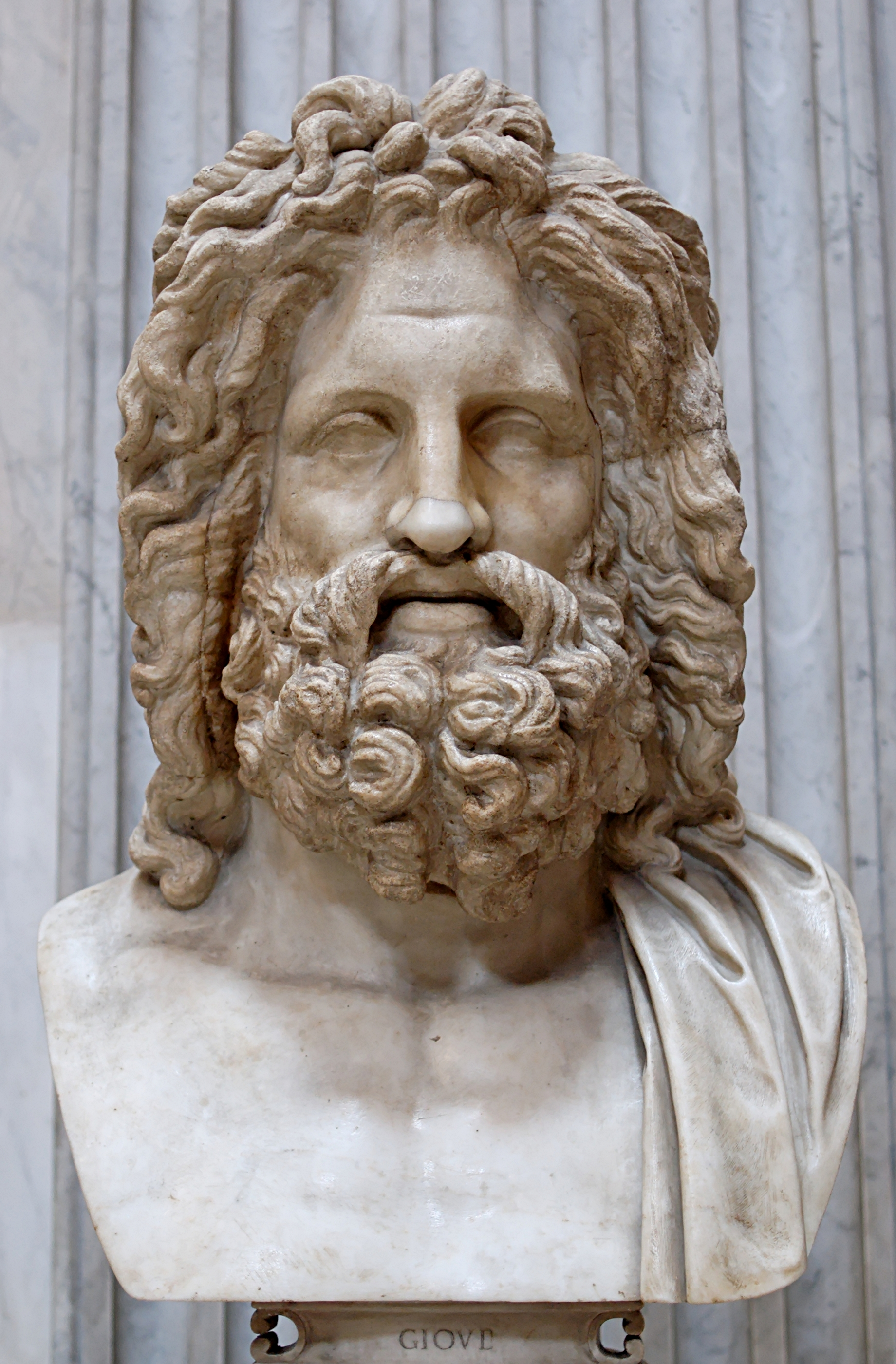
Zeus – pogromca Tyfona

Tyfonomachia – w mitologii greckiej walka pomiędzy bogami olimpijskimi, a potworem Tyfonem, synem Gai i Tartara. Zakończona zwycięstwem bogów, sprawiła, że Zeus umocnił władzę na Olimpie.

## Geneza Tyfonomachii
Rozsierdzona niewdzięcznością Zeusa i innych bogów olimpijskich, Gaja zdecydowała nasłać na Olimp swojego syna, którego miała z Tartarem, Tyfona, wielkiego potwora o wężowym ogonie zamiast nóg, ojca innych potworów. Jedna z wersji mówi, że gdy na Olimp dotarła ta wiadomość, wszyscy bogowie (prócz Zeusa, Ateny i Hadesa, który pozostał w Podziemiach) uciekli do Egiptu i pozamieniali się w zwierzęta, aby potwór nie mógł ich rozpoznać. I tak Apollo zmienił się w jastrzębia – egipski bóg Horus, Hermes w ibisa – egipski Thot, Ares w rybę bramę – egipski Onuris, Hefajstos w wołu – egipski Ptah, Artemida w kota – egipska Neith lub Bastet, Dionizos w kozła – egipski Ozyrys, Herakles w źrebię, Leto w ryjówkę – egipska Wadżet. Reszta bogów również się pozamieniała w co tylko mogła.

## Walka z Tyfonem
Walka jednak odbyła się na pograniczu Egiptu i Arabii. Zeus zranił Tyfona sierpem, lecz potwór oplótł Zeusa ogonem, wyrwał mu sierp i wyciął ojcu bogów ścięgna. Obezwładnionego zaniósł do swej groty w Cylicji, ścięgna zwinął w niedźwiedzią skórę i oddał pod straż smoczycy Delfyne. Zdołano jednak wykraść depozyt strażniczce i przywrócić Zeusowi ścięgna. Jedne wersje mówią, że dokonał tego Hermes i jego syn (brat), Pan, inne mówią, że zrobił to tebański Kadmos. Odzyskawszy moc, Zeus bił w Tyfona piorunami. Zlękniony potwór zaczął uciekać. Wiedziony oszustwem Mojr, syn Gai uciekł do Tracji, gdzie wyrywał całe góry i ciskał w ścigającego go Zeusa. Ten jednak, rozłupywał je w ten sposób, że odłamki spadały na Tyfona, ciężko go raniąc. Od broczącej krwi (gr. haima – krew) wywodzi się nazwa gór Hajmos na północy Tracji.

## Klęska Tyfona na Sycylii
Powstała podczas gigantomachii, Sycylia stała się ostatnim kierunkiem ucieczki. Tam Zeus przygniótł go górą Etną. Najlepiej obrazują to słowa tytana Prometeusza w dramacie Ajschylosa: Prometeusz skowany.

z dramatu Prometeusz skowany (w. 360-381) Ajschylosa
... Niezwykłe jest to brzemię! Żal mi też, gdy wspomnę
Tyfona: syn ten Gai, stugłowy, straszliwy
Dziwotwór, mieszkający w kilikijskiej niwy
Jaskiniach, groźnej uległ przemocy: wokoło
Zabójczym tchem ziejący, śmiał on stawić czoło
Wszem bogom; z oczu iskry sypiąc coraz krwawsze,
Przypuszczał, że tron Zeusa zdruzgoce na zawsze.
Lecz czujny pocisk Boga, grom płomiennopióry,
Dysząc strasznym ogniem, padł na niego z góry:
Porażon w samo serce, tak pełne przechwałek,
Spopielił w tym żarze nieszczęsny pyszałek,
I teraz rozciągnięta, bezwładnie już leży
Ta bryła na zatoką, u morskich wybrzeży,
Głęboko we wnętrzu Etny, a znad jej siedliska,
Na skalnym siedząc szczycie, skry Hefaistos ciska,
Rozgłośnie swym kowalskim ciężkim kując młotem.
Tu stąd strumienie ognia rozleją się potem
Na równie sycylijskie, na te łany żyzne,
By chciwym zniszczyć zębem plennych żniw ojczyznę.
Tak Tyfon, wyrzucając gniew zapamiętały,
Ogniste z źródełognia puszczać będzie strzały,...

## Tyfonomachia w literaturze
- Pindar, Pierwsza oda pytyjska
- Hygin, Fabularum liber (Prooemium)
- Hezjod, Teogonia, w. 820–868
- Apollodoros, Biblioteka, 1, 6, 3;
- Owidiusz, Przemiany, 5, w. 321 i następne,
- Ajschylos, Prometeusz skowany, w. 360-381